# Spinomantis peraccae
Spinomantis peraccae är en groddjursart som först beskrevs av George Albert Boulenger 1896.  Spinomantis peraccae ingår i släktet Spinomantis och familjen Mantellidae. IUCN kategoriserar arten globalt som livskraftig. Inga underarter finns listade i Catalogue of Life.